# Louth, Lincolnshire
Louth este un oraș în comitatul Lincolnshire, regiunea East Midlands, Anglia. Orașul aparține districtului East Lindsey.